# كوم الحجنة
قرية كوم الحجنة هي إحدى القرى التابعة لمركز بيلا في محافظة كفر الشيخ في جمهورية مصر العربية. حسب إحصاءات سنة 2006، بلغ إجمالي السكان في كوم الحجنة 9132 نسمة، منهم 4538 رجل و4594 امرأة.

## التاريخ
قرية كوم الحجنة من القرى القديمة، حيث وردت باسم «كوم الراقوبة» في أعمال الغربية ضمن قرى الروك الصلاحي التي أحصاها ابن مماتي في كتاب قوانين الدواوين، كما وردت باسم «كوم الراقوبة» في أعمال الغربية ضمن قرى الروك الناصري التي أحصاها ابن الجيعان في كتاب «التحفة السنية بأسماء البلاد المصرية». وفي العصر العثماني وردت باسم «كوم الراقوبة» في التربيع العثماني الذي أجراه الوالي العثماني سليمان باشا الخادم في عصر السلطان العثماني سليمان القانوني ضمن قرى ولاية الغربية، وفي تاريخ 1228هـ/1813م الذي عدّ قرى مصر بعد المسح الذي قام به محمد علي باشا باسم «كوم الحجنة» ضمن قرى مديرية الغربية.